# Maire de Papeete
Cet article dresse la liste des maires de la commune française de Papeete, chef-lieu de la Polynésie française.

## La mairie

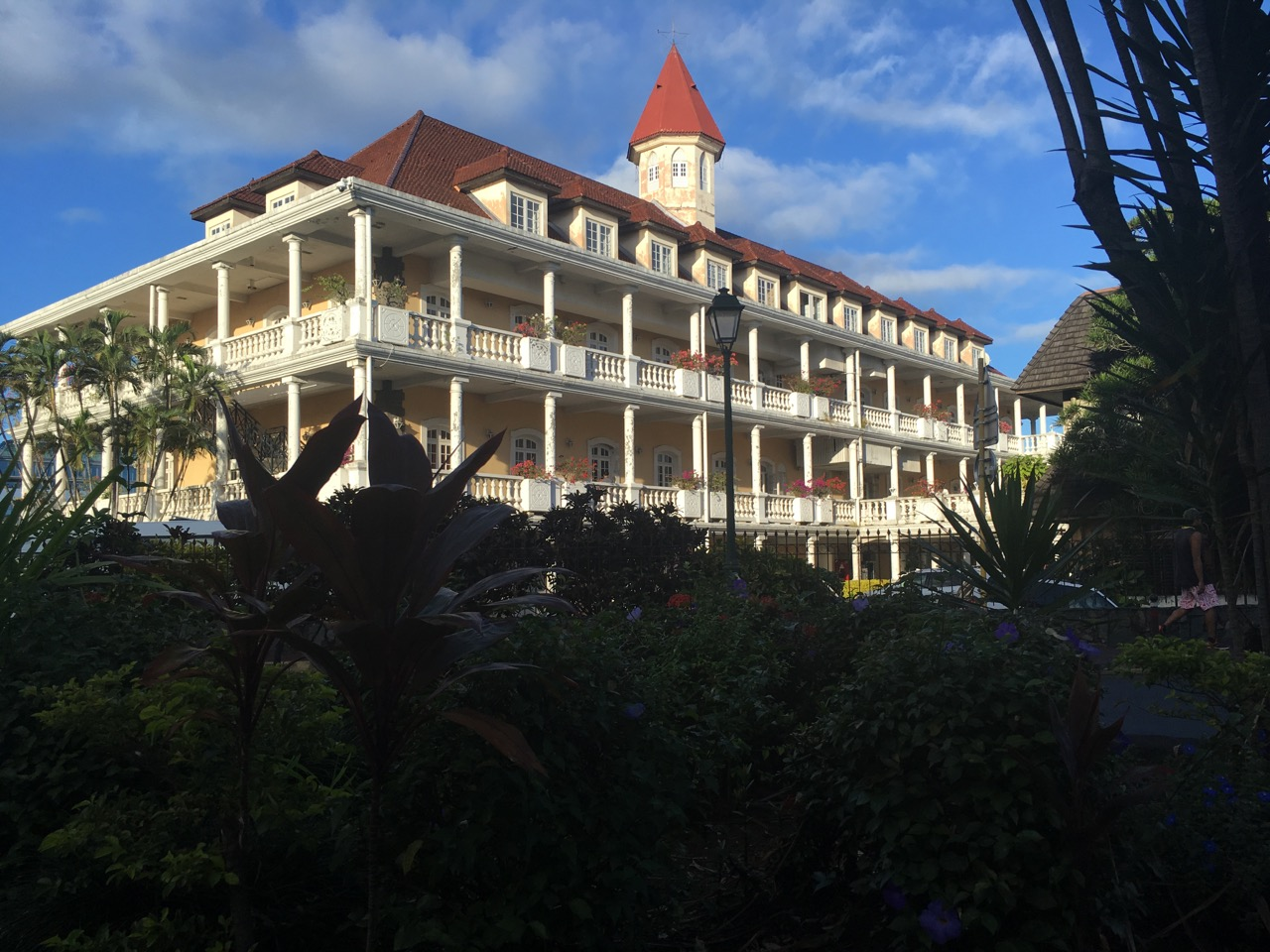
La nouvelle mairie.

Jusqu'en 1914, année de sa destruction, la mairie était située en face du marché de la ville ; un nouvel édifice remplaça cette dernière en 1923.
L'hôtel de ville actuel, dont la construction débuta en 1988, est installé rue Paul Gauguin sur un terrain d'un hectare et a été conçu par l'architecte Rodolphe Weinmann. Il fut inauguré par le président de la République François Mitterrand le 16 mai 1990, à l'occasion du centenaire de la commune.

## Liste des maires
Depuis son instauration en 1890, onze maires se sont succédé à la tête de Papeete :
| Période                                  | Période                       | Identité              | Étiquette                                  | Qualité |
| ---------------------------------------- | ----------------------------- | --------------------- | ------------------------------------------ | --- |
| 20 mai 1890                              | 15 décembre 1902 (révocation) | François Cardella     |                                            | Chirurgien et pharmacien |
| 15 décembre 1902                         | 9 octobre 1903 (démission)    | Hégésippe Langomazino |                                            | Avocat |
| 9 octobre 1903                           | 6 juillet 1917 (décès)        | François Cardella     |                                            | Chirurgien et pharmacien |
| 4 octobre 1917                           | mars 1920                     | Lucien Sigogne        |                                            | Avocat |
| mars 1920                                | 19 février 1922               | Hyppolite Malarde     |                                            | Propriétaire terrien, gérant de sociétés |
| 19 février 1922                          | 29 juillet 1933 (décès)       | Fernand Cassiau       |                                            | Médecin et administrateur colonial |
| août 1933                                | 27 juin 1941                  | Georges Bambridge     |                                            | Commerçant |
| 27 juin 1941                             | 29 août 1942 (démission)      | Léonce Brault         |                                            | Avocat, imprimeur |
| 1er septembre 1942                       | 9 octobre 1966 (démission)    | Alfred Poroi          | UTD/UNR                                    | Capitaine au grand cabotage et commerçant Sénateur de la Polynésie française (1962 → 1971) |
| 9 octobre 1966                           | 13 mars 1977                  | Georges Pambrun       |                                            | Préparateur en pharmacie |
| 13 mars 1977                             | 23 avril 1993 (démission)     | Jean Juventin         | Here ai'a                                  | Instituteur puis directeur d'école Député de la 1re circonscription de la Polynésie française (1978 → 1986) Président de l'Assemblée de la Polynésie française (1988 → 1991 puis 1992 → 1995) |
| 23 avril 1993                            | 17 juin 1995                  | Louise Carlson        | Here ai'a                                  | Retraitée de l'enseignement.Le collège de Tipaerui devient collège Louise Tehea Carlson en 2023                                                                                               |
| 24 juin 1995                             | En cours                      | Michel Buillard       | Tahoeraa Huiraatira puis Tapura Huiraatira | Député de la 1re circonscription de la Polynésie française (1997 → 2012) Membre de l'Assemblée de la Polynésie française (2013 → )                                                            |
| Les données manquantes sont à compléter. |                               |                       |                                            | |

## Biographies des maires

### Biographie du maire actuel
Michel Buillard (9 septembre 1950 à Papeete - )
Ancien député, il a été aussi membre de l'Assemblée de la Polynésie française de 1987 à 1991 et plusieurs fois ministre du gouvernement polynésien au cours de cette période. Il siège à nouveau sur les bancs de cette assemblée à partir de 2013.
Il est à la tête de Papeete depuis le 24 juin 1995 et a été réélu lors des scrutins de 2001, 2008 et 2014.

### Biographies des anciens maires
Louise Carlson (28 décembre 1930 à Papeete - 29 août 2017 à Papeete)

Retraitée de l'enseignement, elle fut institutrice puis directrice d'école. En 1971, elle intégra le conseil municipal puis le 23 avril 1993, elle devint maire de la commune à la suite de la démission de Jean Juventin, élu président de l'Assemblée de la Polynésie française. Elle resta premier édile jusqu'aux élections municipales de 1995. 
Elle reste la seule et unique femme maire de Papeete. le collège de Tipaerui devient collège Louise Tehea Carlson en 2023.

## Résultats des élections municipales

### Élection municipale de 2020
Les élections municipales auront lieu les 15 et 22 mars 2020.

### Élection municipale de 2014
| Tête de liste            | Tête de liste     | Liste          | Premier tour | Premier tour | Second tour | Second tour | Sièges | Sièges |
| Tête de liste            | Tête de liste     | Liste          | Voix         | %            | Voix        | %           | CM     |        |
| ------------------------ | ----------------- | -------------- | ------------ | ------------ | ----------- | ----------- | ------ | ------ |
|                          | Michel Buillard * | DVD            | 4 805        | 47,40        | 5 583       | 49,42       | 26     |        |
|                          | Tauhiti Nena      | DVG            | 3 540        | 34,92        | 4 400       | 38,94       | 7      |        |
|                          | Jules Ienfa       | DVD            | 1 790        | 17,66        | 1 314       | 11,63       | 2      |        |
|                          |                   |                |              |              |             |             |        |        |
| Inscrits                 | Inscrits          | Inscrits       | 18 548       | 100,00       | 18 488      | 100,00      |        |        |
| Abstentions              | Abstentions       | Abstentions    | 8 227        | 44,36        | 7 067       | 38,22       |        |        |
| Votants                  | Votants           | Votants        | 10 321       | 55,64        | 11 421      | 61,78       |        |        |
| Blancs et nuls           | Blancs et nuls    | Blancs et nuls | 186          | 1,80         | 124         | 1,09        |        |        |
| Exprimés                 | Exprimés          | Exprimés       | 10 135       | 98,20        | 11 297      | 98,91       |        |        |
| * Liste du maire sortant |                   |                |              |              |             |             |        |        |

### Élection municipale de 2008
|                          | Michel Buillard *       | DVD            | 6 491  | 57,87  | 28 |  |  |  |
|                          | James Narii Salmon      | DVG            | 3 487  | 31,09  | 5  |  |  |  |
|                          | Thomas Teriiteporouarai | DVD            | 1 238  | 11,04  | 2  |  |  |  |
|                          |                         |                |        |        |    |  |  |  |
| Inscrits                 | Inscrits                | Inscrits       | 17 617 | 100,00 |    |  |  |  |
| Abstentions              | Abstentions             | Abstentions    | 6 241  | 35,43  |    |  |  |  |
| Votants                  | Votants                 | Votants        | 11 376 | 64,57  |    |  |  |  |
| Blancs ou nuls           | Blancs ou nuls          | Blancs ou nuls | 160    | 1,41   |    |  |  |  |
| Exprimés                 | Exprimés                | Exprimés       | 11 216 | 98,59  |    |  |  |  |
| * Liste du maire sortant |                         |                |        |        |    |  |  |  |